# Muhanna bin Sultan
Muhanna bin Sultan (... – 1720), è stato sultano di Mascate dal 1719 al 1720. Fu uno degli imam rivali che si contesero il paese in un periodo di guerre civili che segnò gli ultimi anni della dinastia Yaruba. Detenne il potere brevemente prima di essere deposto e assassinato.

## Antefatti

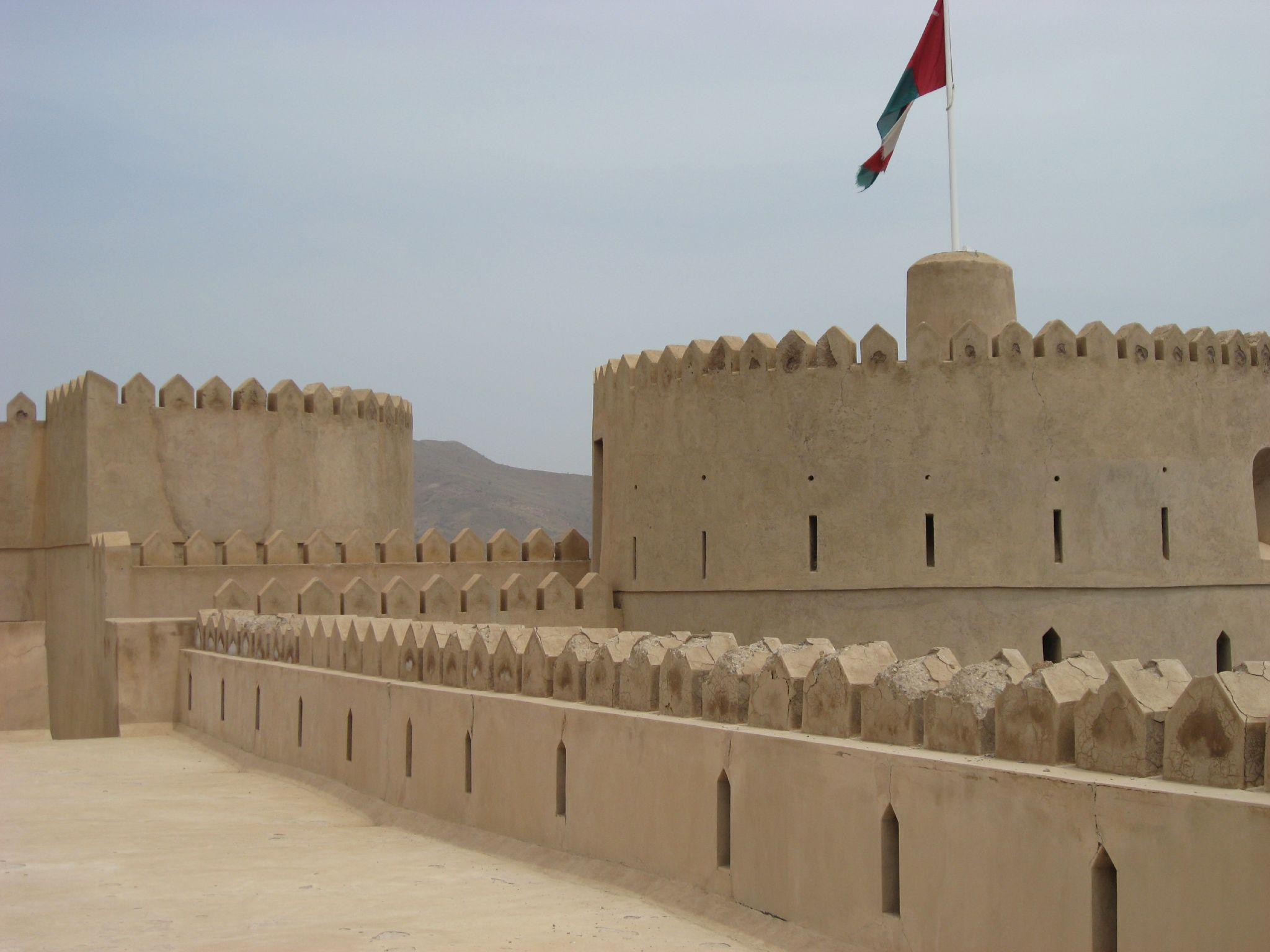
Il forte di Rustaq.

Muhanna bin Sultan era un fratello più giovane del grande imam Sayf bin Sultan. Era quindi il prozio di Sayf bin Sultan II, il figlio maggiore di Sultan bin Sayf II. Sayf bin Sultan II aveva dodici anni quando suo padre morì nel 1718. In teoria fu eletto all'ufficio dell'imam ma in pratica il titolo era conteso tra i membri della famiglia. Sayf bin Sultan II venne quindi visto come il naturale successore di suo padre. Tuttavia gli ulama elessero Muhanna reggente durante la minore età di Sayf.
Un'assemblea di sceicchi e altre persone degne di nota fu convocata a Rustaq. Il Kadhi Adey bin Suliman fu convinto a proclamare imam Sayf bin Sultan II anche se con riluttanza. Un altro resoconto afferma che per evitare di suscitare grande scalpore, gli ulama organizzarono una cerimonia pubblica in cui sembrava che presentassero Sayf bin Sultan II come imam ma la loro formulazione era ambigua e in realtà non lo avevano eletto. Sebbene Sayf fosse popolare tra la gente, gli ulama lo consideravano troppo giovane per ricoprire la carica e preferirono eleggere imam Muhanna. Egli era ben qualificato, saggio e attento nelle sue decisioni.

## Regno
Muhanna bin Sultan venne eletto imam dagli ulama nel maggio del 1719 nella cittadella di Nizwa. I religiosi non avevano prima ottenuto il consenso tribale, come era consuetudine. Intorno alla fine dell'anno i sostenitori di Muhanna lo introdussero di nascosto nel forte di Rustaq e lo riconobbero come sovrano. Muhanna si dimostrò un sovrano ragionevole, attento a consultare i capi religiosi su qualsiasi decisione. La sua decisione di abolire le tariffe nel porto di Mascate fece raddoppiare gli scambi e l'economia prosperò. Nel 1720 uno squadrone di navi di Mascate sconfisse una flotta portoghese che stava arrivando per raccogliere le truppe persiane nel tentativo di riconquistare le isole del golfo Persico detenute dagli omaniti.

## Deposizione e morte
Nonostante questo, il popolo prediligeva ancora Sayf bin Sultan II, e fu istigato da Ya'arab bin Bel'arab, suo cugino. Ya'arab raccolse le sue forze e marciò su Mascate, che riuscì a catturare. Si diresse quindi verso Rustaq. Mentre avanzava, il sostegno di Muhanna lo abbandonò. Muhanna cercò di trovare rifugio nel forte di Rustaq. Gli fu offerta protezione se se ne fosse andato. Accettò ma venne catturato, gettato in prigione e poi assassinato. Morì verso la fine del 1720. Questo diede avvio a un periodo di violente ostilità tribali. Ya'arab rimise sul trono Sayf bin Sultan II e si proclamò reggente durante la minore età di suo cugino. Nel maggio del 1722 Ya'arab fece il passo successivo e si proclamò imam.